# Labeobarbus cardozoi
Labeobarbus cardozoi és una espècie de peix pertanyent a la família dels ciprínids.

## Descripció
- Fa 53 cm de llargària màxima.[2][3]

## Hàbitat
És un peix d'aigua dolça, bentopelàgic i de clima tropical.

## Distribució geogràfica
Es troba a Àfrica: el riu Dja i la conca del riu Shiloango a Angola i la República Democràtica del Congo.

## Observacions
És inofensiu per als humans.